# District de Myyrmäki
Le district de Myyrmäki (en finnois : Myyrmäen suuralue) est un district de Vantaa, une des principales villes de l'agglomération d'Helsinki (Finlande).

## Présentation
Le district de Myyrmäki est bordé par Helsinki au sud et Espoo à l'ouest. Le quartier de Kivistö est un voisin au nord et Aviapolis à l'est.
Le district de Myyrmäki est divisé en 11 quartiers:
| N° , | Nom           | Habitants (31.12.2020) | Superficie (km²) | Densité (1.1.2015) (h/km²) | Emplois (31.12.2013) |
| ---- | ------------- | ---------------------- | ---------------- | -------------------------- | -------------------- |
| 20   | Askisto       | 1 822                  | 3,1              | 579                        | 204                  |
| 12   | Hämeenkylä    | 8 355                  | 2,9              | 2 634                      | 2 147                |
| 11   | Hämevaara     | 1 671                  | 1,0              | 1 291                      | 106                  |
| 16   | Kaivoksela    | 5 832                  | 2,3              | 1 853                      | 2 616                |
| 10   | Linnainen     | 759                    | 3,2              | 251                        | 56                   |
| 17   | Martinlaakso  | 13 190                 | 3,6              | 3 309                      | 5 409                |
| 15   | Myyrmäki      | 17 183                 | 2,8              | 5 734                      | 4 968                |
| 26   | Petikko       | 280                    | 9,6              | 30                         | 2 139                |
| 18   | Vantaanlaakso | 2 837                  | 2,8              | 978                        | 1 508                |
| 13   | Vapaala       | 4 012                  | 1,7              | 2 393                      | 1 090                |
| 14   | Varisto       | 2 271                  | 2,5              | 972                        | 2 254                |
| 1    | Total         | 58 212                 | 35,4             | 1 496                      | 22 497               |

## Galerie

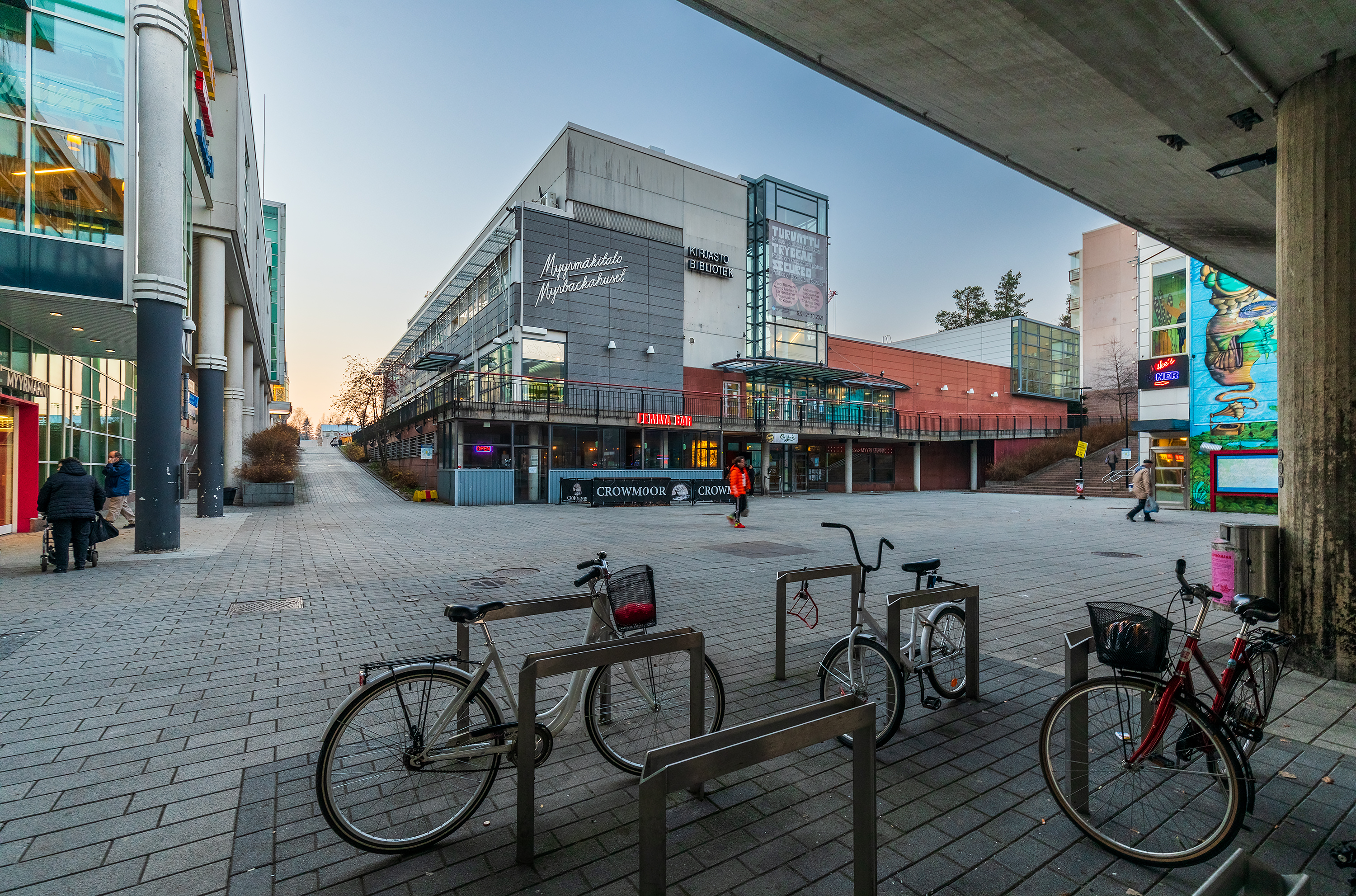
Place entre Paalukylänpolku et Kinorinne à Myyrmäki
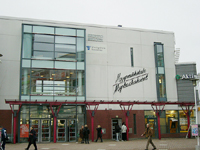
La bibliothèque de Myyrmäki.
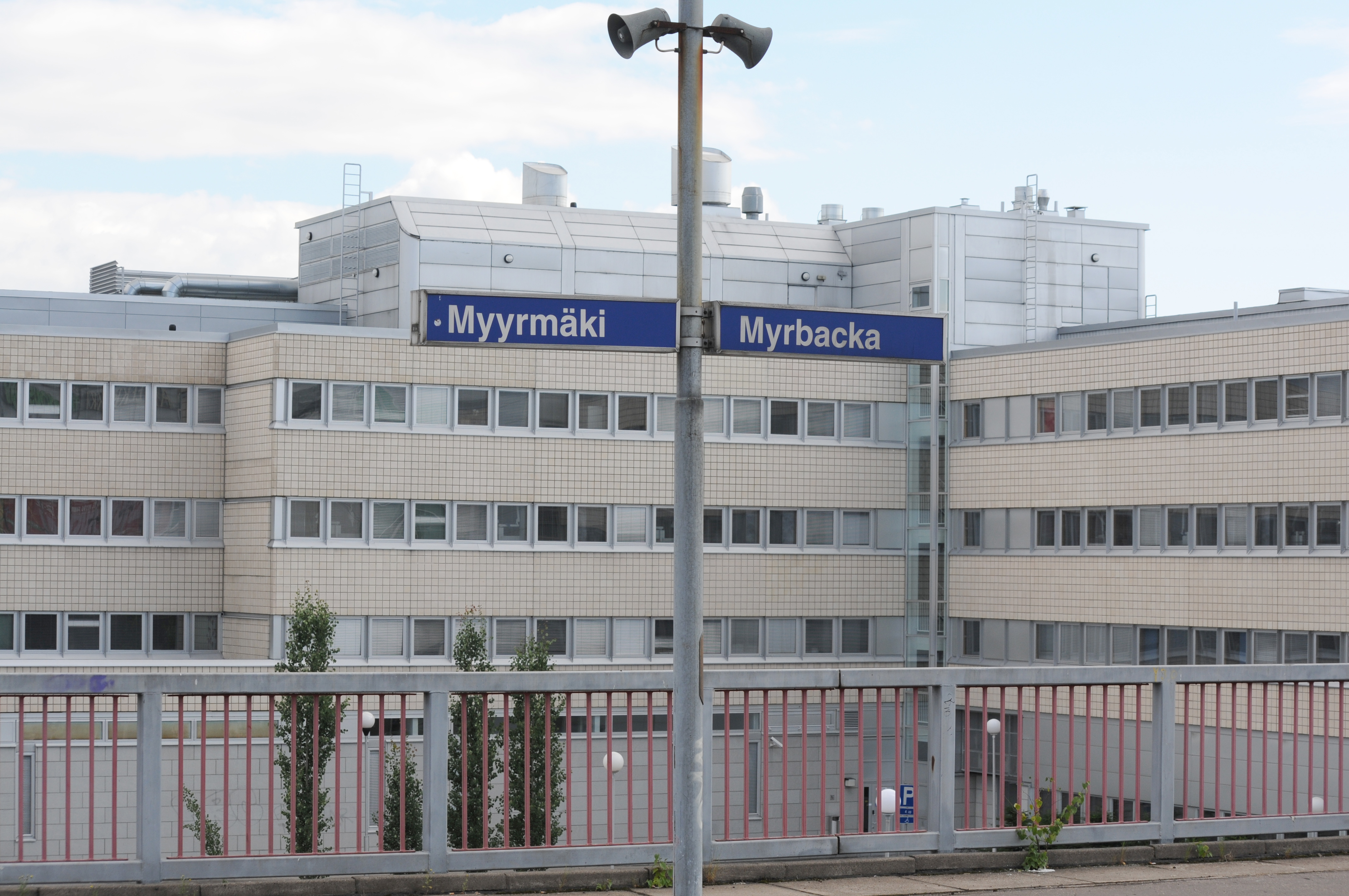
La gare de Myyrmäki.
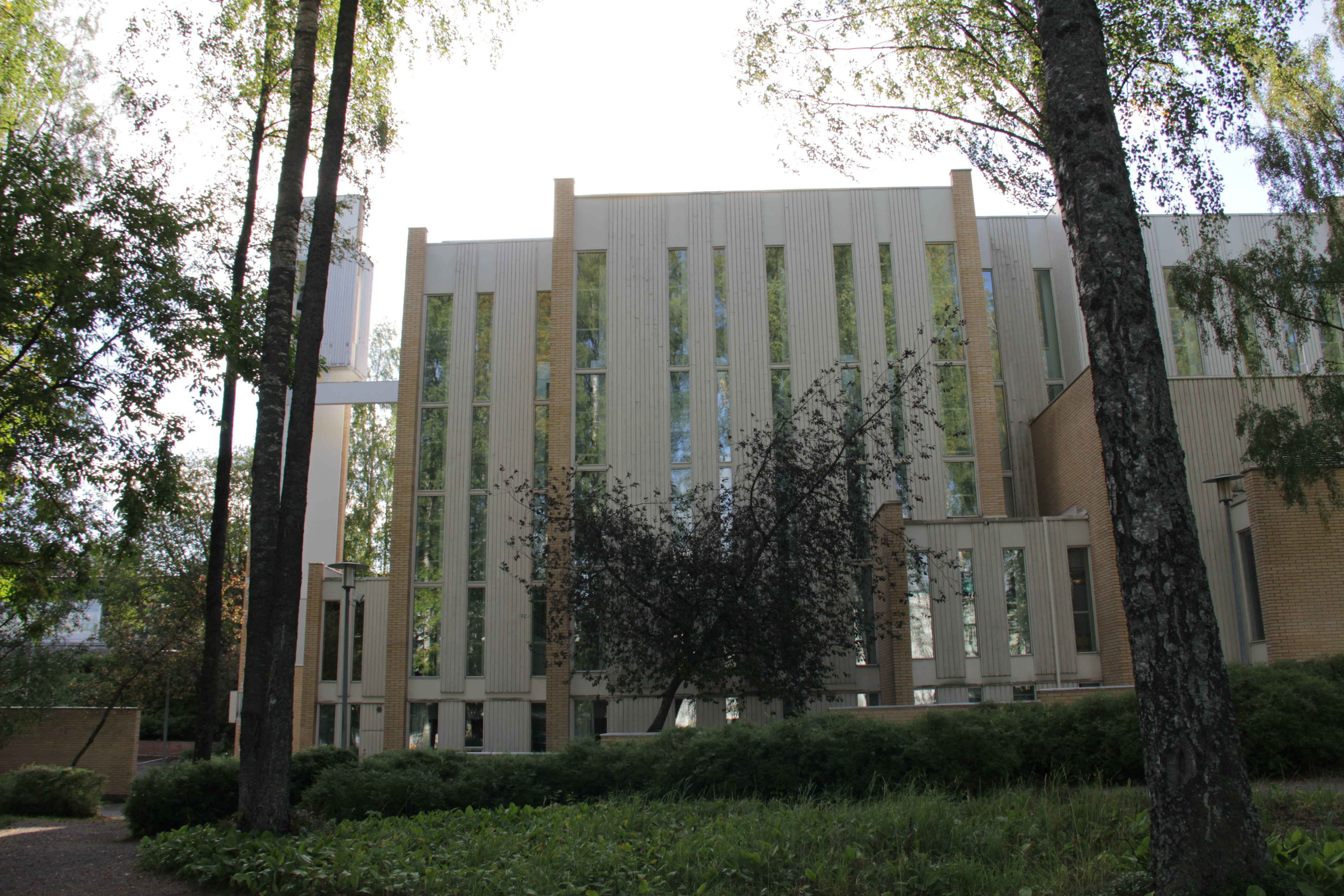
L'église de Myyrmäki.